# 硒氰酸苄酯
硒氰酸苄酯是一种有机硒化合物，化学式为C8H7NSe。它可由硒氰酸钾和苄溴在二甲基甲酰胺中反应制得。它和苄溴在硼氢化钠存在下反应，可以得到二苄基硒醚。它和三氟甲基三甲基硅烷在四丁基氟化铵存在下于无水四氢呋喃中反应，可以得到苄基三氟甲基硒醚。